# Starý zbabělec
Starý zbabělec (v anglickém originále Old Yeller-Belly) je 19. díl 14. řady (celkem 310.) amerického animovaného seriálu Simpsonovi. Scénář napsali John Frink a Don Payne a díl režíroval Bob Anderson. V USA měl premiéru dne 4. května 2003 na stanici Fox Broadcasting Company a v Česku byl poprvé vysílán 11. ledna 2005 na stanici ČT1.

## Děj
Bart a jeho přátelé v domku na stromě se snaží odposlouchávat Lízu a její přátele při čajovém dýchánku a při následné hádce je domek na stromě zničen. Amišové postaví nový, ale kvůli neznalosti elektřiny špatně nainstalují rozvody. Na večírku na počest dokončení domku na stromě vypukne požár. Všichni kromě Homera vyváznou v pořádku, Homer zůstane v hořícím domku, kde je i Spasitel, ale ten se ho ani nepokusí zachránit. Sněhulka II vyleze nahoru, aby ho zachránila, a silně ho poškrábe, aby se probral k vědomí. 
Homer nazve Spasitele zbabělcem. Pes ho všude pronásleduje, ale Homer ho odmítá. Sněhulka II je místní hrdinkou. Místní psí park je přejmenován na „Městský kočičí park Sněhulky II“. V rozhovoru s Kentem Brockmanem Homer prohlásí: „Já nemám žádného psa!“. 
Na dvorku je uvázán Spasitel a je tam také prázdná plechovka od piva, se kterou Spasitel balancuje na nose a vypije její obsah  posledních pár kapek. Reportér deníku Springfieldský šmejdil ho vyfotí a snímek se objeví na titulní straně novin. To upoutá pozornost společnosti Duff, která oznámí, že Duffmana nahradí Spasitel, jako jejich nový maskot Suds McDuff. 
Suds McDuff zvýší prodej piva Duff a rodině se začne dařit. To však přiměje původního slizkého majitele Spasitele, dostihového trenéra z dílu Vánoce u Simpsonových, aby navštívil Simpsonovy a dokázal, že pes patří jemu, tím, že ukáže záznam rozhovoru, na kterém Homer prohlašuje, že žádného psa nemá. Pes se stane opět Sudsovým majitelem a bere si výdělek pro sebe. 
Rodině se podaří najít Duffmana v domnění, že když ho přimějí, aby nahradil Sudse jako maskota Duffu, získají svého psa zpět. Ten se k jejich plánu ochotně připojí: pomůže jim získat Spasitele zpět na plážovém volejbalu sponzorovaném pivem Duff. 
Na akci Homer předstírá, že se topí, zatímco ve skutečnosti se vznáší na sudu s pivem. Jak Homer očekával, Spasitel není dost odvážný na to, aby ho zachránil. Když je však Duffman přivolán, aby Homera zachránil, objeví se žralok a Duffman odmítne jít do vody. Žralok se pokusí Homera kousnout, ale místo toho rozkousne sud s pivem a opije se. Davu na pláži se žralok zalíbí a Duff oznámí, že žralok – pojmenovaný Duff McShark – bude jejich novým maskotem. Do rodiny Simpsonových se tak Spasitel vrací.

## Přijetí
Ve Spojených státech díl během premiéry sledovalo 11,59 milionu diváků.
Colin Jacobson z DVD Movie Guide k dílu v recenzi 14. řady napsal: „Odkazy na Spudse McKenzieho – reklamní ikonu, která se v době vysílání pořadu neobjevila už asi deset let – nebyly zrovna aktuální, ale díl přesto funguje docela dobře. Rozhodně se pohybuje v dobrém tempu a přináší rychlou palbu příjemných gagů. Zábavné je také oživení neznámé postavy z vůbec první epizody seriálu.“.
Server Simbasible označil díl za „zapomenutelnou psí epizodu, která je horší než ostatní díly tohoto typu“.